# Heidi Lüdi (alpinisme)
Pour les articles homonymes, voir Ludi et Ludi (homonymie).
Ne doit pas être confondu avec Heidi Lüdi (décoratrice).
 (juin 2024).
 (octobre 2022).
La mise en forme du texte ne suit pas les recommandations de Wikipédia : il faut le « wikifier ».
Les points d'amélioration suivants sont les cas les plus fréquents. Le détail des points à revoir est peut-être précisé sur la page de discussion.
- Les titres sont pré-formatés par le logiciel. Ils ne sont ni en capitales, ni en gras.
- Le texte ne doit pas être écrit en capitales (les noms de famille non plus), ni en gras, ni en italique, ni en « petit »…
- Le gras n'est utilisé que pour surligner le titre de l'article dans l'introduction, une seule fois.
- L'italique est rarement utilisé : mots en langue étrangère, titres d'œuvres, noms de bateaux, etc.
- Les citations ne sont pas en italique mais en corps de texte normal. Elles sont entourées par des guillemets français : « et ».
- Les listes à puces sont à éviter, des paragraphes rédigés étant largement préférés. Les tableaux sont à réserver à la présentation de données structurées (résultats, etc.).
- Les appels de note de bas de page (petits chiffres en exposant, introduits par l'outil «  Source ») sont à placer entre la fin de phrase et le point final[comme ça].
- Les liens internes (vers d'autres articles de Wikipédia) sont à choisir avec parcimonie. Créez des liens vers des articles approfondissant le sujet. Les termes génériques sans rapport avec le sujet sont à éviter, ainsi que les répétitions de liens vers un même terme.
- Les liens externes sont à placer uniquement dans une section « Liens externes », à la fin de l'article. Ces liens sont à choisir avec parcimonie suivant les règles définies. Si un lien sert de source à l'article, son insertion dans le texte est à faire par les notes de bas de page.
- La présentation des références doit suivre les conventions bibliographiques. Il est recommandé d'utiliser les modèles {{Ouvrage}}, {{Chapitre}}, {{Article}}, {{Lien web}} et/ou {{Bibliographie}}. Le mode d'édition visuel peut mettre en forme automatiquement les références.
- Insérer une infobox (cadre d'informations à droite) n'est pas obligatoire pour parachever la mise en page.

Pour une aide détaillée, merci de consulter Aide:Wikification.
Si vous pensez que ces points ont été résolus, vous pouvez retirer ce bandeau et améliorer la mise en forme d'un autre article.

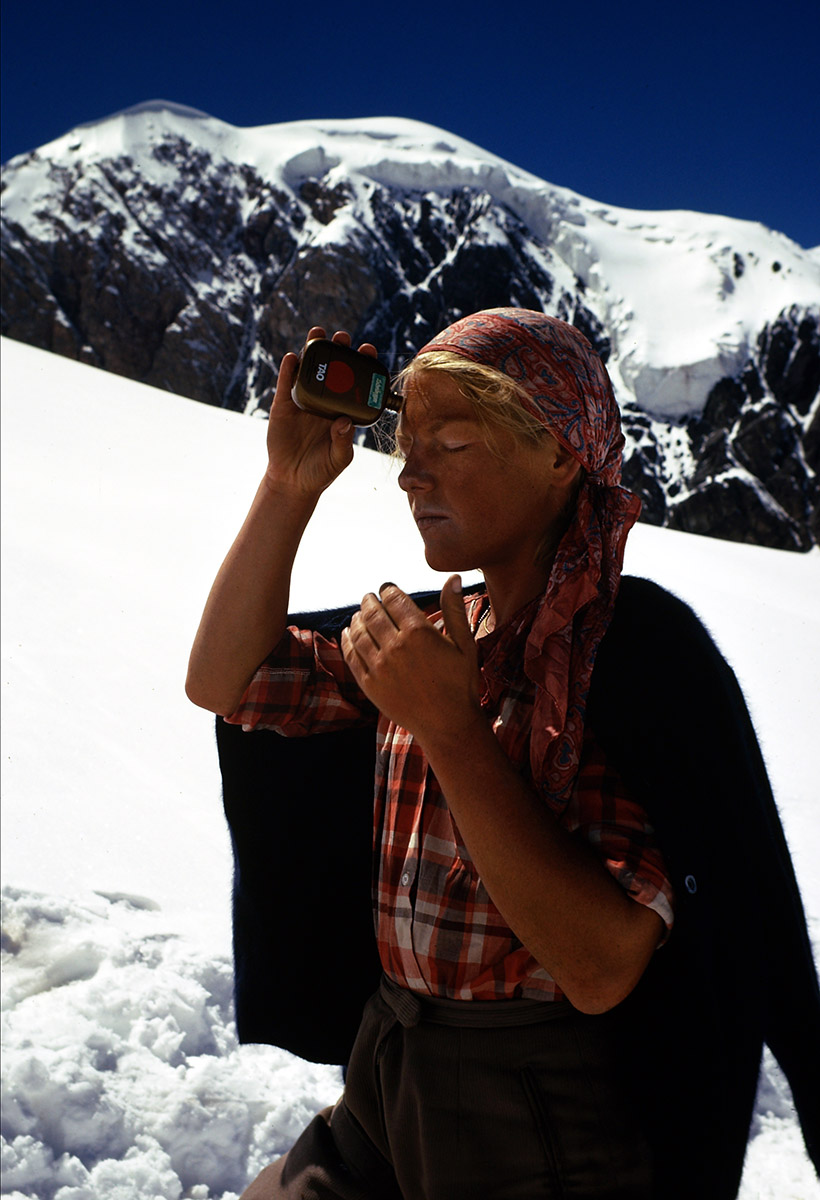
Heidi Lüdi au camp de base, montagnes du Pamir, Kirghizistan 1974

Heidi Ludi est une alpiniste suisse, la première femme membre du Club alpin académique de Berne (AACB). Elle a participé à diverses expéditions en tant que médecin et alpiniste et a également organisé ses propres expéditions.

## Biographie
Heidi Lüdi (née le 29 janvier 1947) a grandi à Flawil SG et a obtenu son diplôme d'études secondaires à Saint-Gall en 1966. Elle fait des études de médecine à Berne (1966-1974), Genève (2e Semestre 1969/70) et un an de stage en Afrique, examen d'État en 1974 à Berne et admission à la Commission de formation des diplômés étrangers en médecine ECFMG. En 1975, elle rédige sa thèse sur la pratique transfusionnelle à l'hôpital cantonal de Saint-Gall.
De 1981 à 1983, elle est médecin à la Garde aérienne suisse de sauvetage et a suivi une formation de spécialiste FMH en médecine générale 1986, depuis 2018, elle a son propre cabinet de médecine familiale à Berne.
Heidi Lüdi a été membre du JO SAC Saint-Gall à partir de 1963, membre du JO SAC Bern à partir de 1966, membre de la CAF du Salève Annemasse à partir de 1969 et membre du Club alpin féminin suisse (SFAC) Bern à partir de 1972. Elle devient membre des Rendez-vous Hautes Montagnes à partir de 1973.
En 1984, elle a été la première femme membre à rejoindre le Club alpin académique de Berne (AACB).

## Expéditions
- 1972 : Kilimandjaro

- 1974 : Heidi Lüdi participe pour la première fois à une expédition internationale d'alpinisme dans le Pamir russe. L'expédition s'est terminée fatalement pour 13 participants et le pic Lénine est entré dans l'histoire comme "la montagne tragique"[3].

- 1976 : Expédition d'alpinisme au Yukon[4]

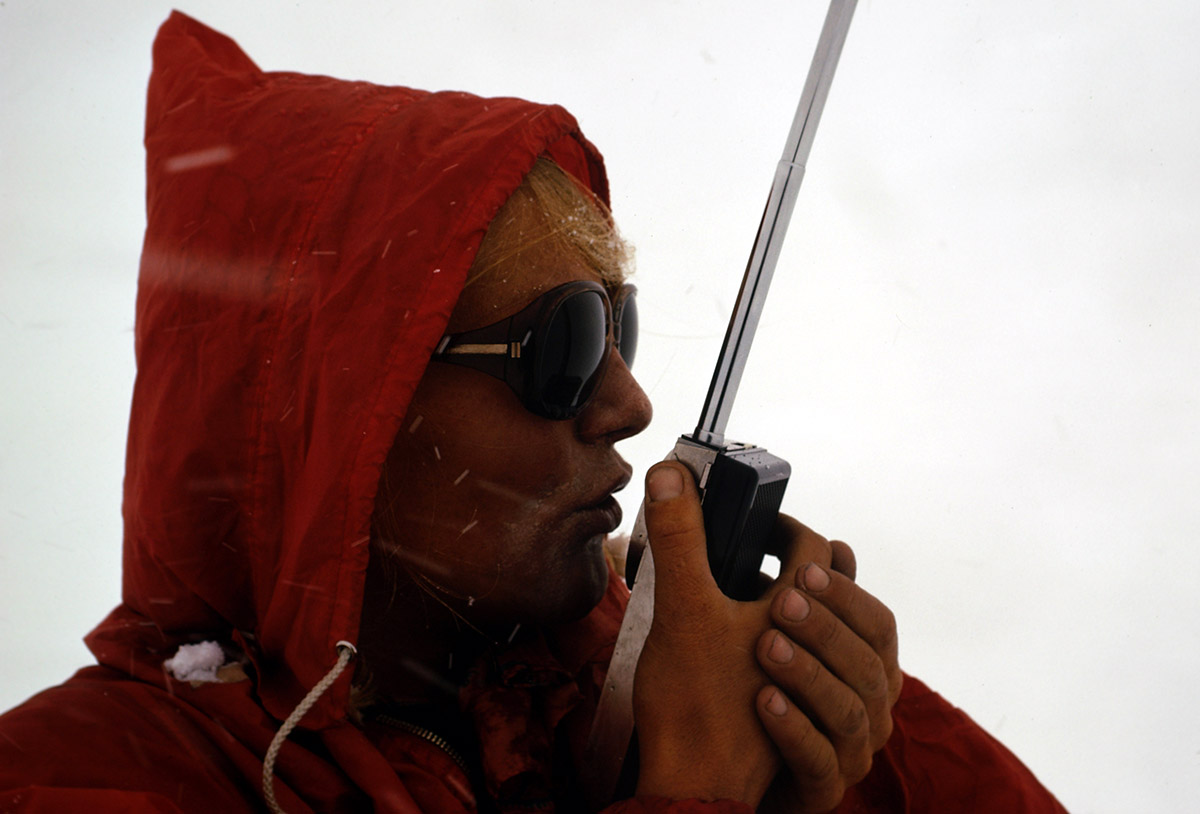
Heidi Lüdi avec radio, montagnes du Pamir 1974

- 1978 : expédition d'alpinisme à Huandoy, Sur-N-Wand (6 154 m d'altitude, probablement deuxième ascension) dans la Cordillère Blanche, Pérou, en tant que médecin

- 1979 : expédition d'alpinisme au mont McKinley, W-Rib, Alaska, en tant que médecin, et grande expédition d'alpinisme au Dhaulagiri, Népal, en tant que médecin

- 1979 : expéditions alpines à Popocatépetl et Citlaltépetl

- 1982 : expédition d'alpinisme à Amla Dablam, Népal (expédition exclusivement féminine)[5]

- 1982 : expédition d'alpinisme à Cholatse, Népal, première ascension de la crête sud, deuxième ascension (sous sa direction)[6]

En plus d'expéditions extra-européennes, Heidi Lüdi partait régulièrement en alpinisme, escalade et randonnées à ski dans les Alpes suisses et françaises. Elle appréciait particulièrement les longues randonnées en haute montagne.